# Бајчетина
Бајчетина је насеље у Србији у општини Кнић у Шумадијском округу. Према попису из 2022. има 12 становника (према попису из 2011. било је 32 становника).

## Историја
До Другог српског устанка Бајчетина се налазила у саставу Османског царства. Након Другог српског устанка Бајчетина улази у састав Кнежевине Србије и административно је припадала Јагодинској нахији и Левачкој кнежини све до 1834. године када је Србија подељена на сердарства.
Овде се налази манастир Светог Димитрија, задужбина Томислава Николића. Освећен је 27. маја 2017. године од стране Патријарха српског Иринеја.

## Демографија
У насељу Бајчетина живи 29 пунолетних становника, а просечна старост становништва износи 68,1 година (65,5 код мушкараца и 70,0 код жена). У насељу има 21 домаћинство, а просечан број чланова по домаћинству је 1,38.
Ово насеље је у потпуности насељено Србима (према попису из 2002. године), а у последња три пописа, примећен је пад у броју становника.
|             | \| Демографија[4] \| Демографија[4] \| Демографија[4] \| \| Година \| Становника \| Становника \| \| -------------- \| -------------- \| -------------- \| \| 1948. \| 269 \| \| \| 1953. \| 251 \| \| \| 1961. \| 211 \| \| \| 1971. \| 147 \| \| \| 1981. \| 97 \| \| \| 1991. \| 52 \| 51 \| \| 2002. \| 29 \| 29 \| \| 2011. \| 32 \| \| \| 2022. \| 12 \| \| |            |
| Демографија | |            |
| Година      | Становника | Становника |
| 1948.       | 269 |            |
| 1953.       | 251 |            |
| 1961.       | 211 |            |
| 1971.       | 147 |            |
| 1981.       | 97 |            |
| 1991.       | 52 | 51         |
| 2002.       | 29 | 29         |
| 2011.       | 32 |            |
| 2022.       | 12 |            |

| Етнички састав према попису из 2002.‍ | Етнички састав према попису из 2002.‍ | Етнички састав према попису из 2002.‍ | Етнички састав према попису из 2002.‍ | Етнички састав према попису из 2002.‍ |
| ------------------------------------ | ------------------------------------ | ------------------------------------ | ------------------------------------ | ------------------------------------ |
|                                      |                                      |                                      |                                      |                                      |
| Срби                                 | Срби                                 |                                      | 29                                   | 100,0%                               |
| непознато                            | непознато                            |                                      | 0                                    | 0,0%                                 |

| Бајчетина у пописима Јагодинске нахије — од 1818. до 1829.                        |       |       |       |       |       |       |          |       |       |       |       |       |
| Година пописа                                                                     | 1818. | 1819. | 1820. | 1821. | 1822. | 1823. | 1824/25. | 1825. | 1826. | 1827. | 1828. | 1829. |
| Куће                                                                              | 7     | 7     | 14    | 6     | 6     | 5     | 6        | 6     | 6     | 6     | 6     | 6     |
| Пореске главе*                                                                    | -     | 10    | 13    | 9     | 8     | 10    | 12       | 10    | 9     | 9     | 10    | 9     |
| Арачке главе**                                                                    | 24    | 21    | 45    | 21    | 18    | 18    | 18       | 19    | 17    | 17    | 17    | 17    |
| *Пореске главе = Ожењени мушкарци \| ** Арачке главе = Мушкарци од 7 до 70 година |       |       |       |       |       |       |          |       |       |       |       |       |

| Година пописа     | 1948. | 1953. | 1961. | 1971. | 1981. | 1991. | 2002. |
| ----------------- | ----- | ----- | ----- | ----- | ----- | ----- | ----- |
| Број домаћинстава | 51    | 49    | 48    | 40    | 35    | 24    | 21    |

| Број чланова      | 1  | 2 | 3 | 4 | 5 | 6 | 7 | 8 | 9 | 10 и више | Просек |
| ----------------- | -- | - | - | - | - | - | - | - | - | --------- | ------ |
| Број домаћинстава | 14 | 6 | 1 | 0 | 0 | 0 | 0 | 0 | 0 | 0         | 1,38   |

| Пол    | Укупно | Неожењен/Неудата | Ожењен/Удата | Удовац/Удовица | Разведен/Разведена | Непознато |
| ------ | ------ | ---------------- | ------------ | -------------- | ------------------ | --------- |
| Мушки  | 12     | 2                | 7            | 3              | 0                  | 0         |
| Женски | 17     | 0                | 7            | 10             | 0                  | 0         |
| УКУПНО | 29     | 2                | 14           | 13             | 0                  | 0         |

| Пол    | Укупно                    | Пољопривреда, лов и шумарство | Рибарство                            | Вађење руде и камена | Прерађивачка индустрија       |
| ------ | ------------------------- | ----------------------------- | ------------------------------------ | -------------------- | ----------------------------- |
| Мушки  | 7                         | 6                             | 0                                    | 0                    | 1                             |
| Женски | 7                         | 7                             | 0                                    | 0                    | 0                             |
| УКУПНО | 14                        | 13                            | 0                                    | 0                    | 1                             |
| Пол    | Производња и снабдевање   | Грађевинарство                | Трговина                             | Хотели и ресторани   | Саобраћај, складиштење и везе |
| Мушки  | 0                         | 0                             | 0                                    | 0                    | 0                             |
| Женски | 0                         | 0                             | 0                                    | 0                    | 0                             |
| УКУПНО | 0                         | 0                             | 0                                    | 0                    | 0                             |
| Пол    | Финансијско посредовање   | Некретнине                    | Државна управа и одбрана             | Образовање           | Здравствени и социјални рад   |
| Мушки  | 0                         | 0                             | 0                                    | 0                    | 0                             |
| Женски | 0                         | 0                             | 0                                    | 0                    | 0                             |
| УКУПНО | 0                         | 0                             | 0                                    | 0                    | 0                             |
| Пол    | Остале услужне активности | Приватна домаћинства          | Екстериторијалне организације и тела | Непознато            | Непознато                     |
| Мушки  | 0                         | 0                             | 0                                    | 0                    | 0                             |
| Женски | 0                         | 0                             | 0                                    | 0                    | 0                             |
| УКУПНО | 0                         | 0                             | 0                                    | 0                    | 0                             |